# Bogdanowice
Bogdanowice (niem. Badenau, do 1936 r. Badewitz) – wieś w Polsce, położona w województwie opolskim, w powiecie głubczyckim, w gminie Głubczyce.
Leży na terenie Nadleśnictwa Prudnik (obręb Prudnik).

## Nazwa
Na przestrzeni lat dokumenty odnotowywały następujące nazwy miejscowości: Bogdanowe (1220), Bogdanowicz (1342), Bohdanowicze (1434), Badewitz (1743), Badewiz albo Bänz (1784), Badanow, Badewitz-Bänz, Bogdanowy, Badewice, Badanowice, Badanów, Banz, Bogdanowice, Bodanowice, Bogdonaue, Vlostek z Bohdanova, Vlostek z Bohdanov, Bohdanovy.
W Die älteren Ortsnamen Schlesiens… z 1896 r. Konstanty Damrot podał polską nazwę Bogdanowy oraz niemiecką Badewitz, a także staropolskie nazwy z czasów dawniejszych: Bogdanowe (1220), Bogdanowicz (1342) oraz Bodanow (1342).
28 lipca 1936 r. w miejsce nazwy Badewitz wprowadzono nazwę Badenau. 12 listopada 1946 r. nadano miejscowości polską nazwę Bogdanowice.
Nazwa osobowa Bogdanowice pochodzi od słowiańskiego imienia Bogdan. Końcówka „-ice” jest charakterystyczna dla słowiańskich nazw patronimicznych, wywodzących się od patronów rodu, w tym przypadku rycerza Bogdana. Najstarsze znane wzmianki o jego potomkach, Bogdanowicach, pochodzą z 1218 roku.
| SIMC    | Nazwa               | Rodzaj     |
| ------- | ------------------- | ---------- |
| 0494120 | Bogdanowice-Kolonia | przysiółek |

## Historia

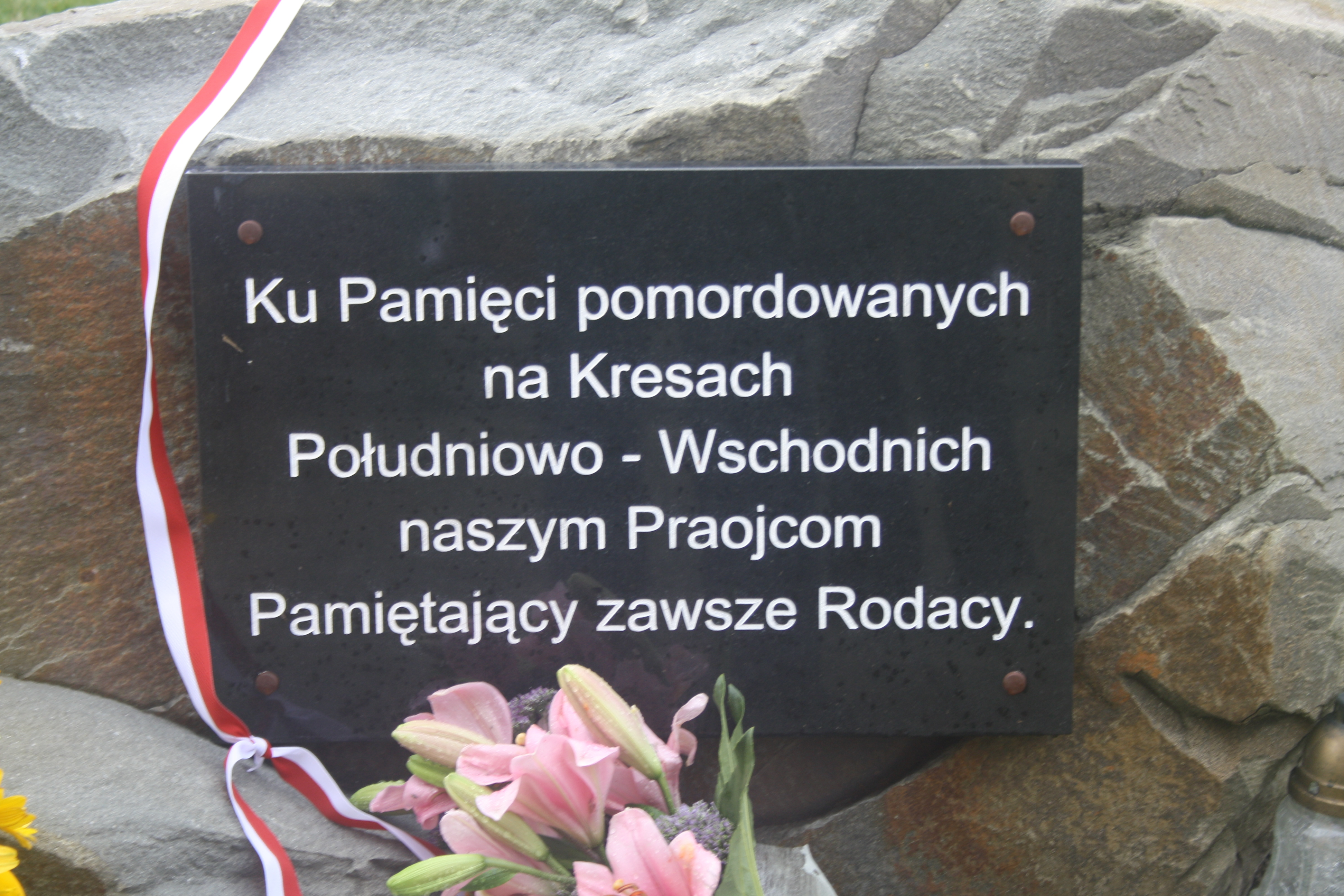
Pomnik Polaków Pomordowanych na Kresach Południowo-Wschodnich (Bogdanowice - 2013)

Najstarsze znane wzmianki o Bogdanowicach pochodzą z 1218 roku. Do XVI w. miejscowość należała do rycerzy Bohdanowskich, potem do innych szlacheckich rodów.
W 1902 r. w Bogdanowicach erygowana została parafia pw. Podwyższenia Krzyża, która swoim zasięgiem objęła także Nową Wieś. Nowy bogdanowicki kościół, wzniesiony w 1910 r. na miejscu starego, powstał z fundacji hrabiów Bohdanowskich ze Ślimakowa.
Do głosowania podczas plebiscytu na Górnym Śląsku uprawnione były w Bogdanowicach 1042 osoby, z czego 721, ok. 69,2%, stanowili mieszkańcy (w tym 708, ok. 67,9% całości, mieszkańcy urodzeni w miejscowości). Oddano 1027 głosów (ok. 98,6% uprawnionych), w tym 1027 (100%) ważnych; za Niemcami głosowały 1023 osoby (ok. 99,6%), a za Polską 4 osoby (ok. 0,4%).
W 1885 r. w miejscowości mieszkały 1353 osoby, w 1933 r. – 1078 osób, a w 1939 r. – 1011 osób. W latach 1954–1955 we wsi działała antykomunistyczna organizacja młodzieżowa Walczące Młode Orły.
W latach 1950–1953 odbudowano zniszczony w czasie działań wojennych kościół parafialny w Bogdanowicach.
W latach 1954–1961 wieś należała i była siedzibą władz gromady Bogdanowice, po jej zniesieniu w gromadzie Głubczyce.

## Zabytki
Do rejestru zabytków Narodowego Instytutu Dziedzictwa wpisane są:
- kościół parafialny pw. Podwyższenia Krzyża Świętego z 1910 roku, wieża z XVI wieku, zniszczony w 1945 roku, odbudowany w latach 1950–1953.

W kościele znajduje się m.in. XVII-wieczny obraz Matki Boskiej Bolesnej z Monasterzysk, przywieziony w 1953 r. przez ks. Kazimierza Jońca i przesiedleńców z Kresów Wschodnich. 15 września 2013 r. metropolita lwowski obrządku łacińskiego Mieczysław Mokrzycki poświęcił i odsłonił na placu przykościelnym pomnik upamiętniający Polaków pomordowanych na Kresach Południowo-Wschodnich. Kościół w 2016 r., dzięki staraniom ks. proboszcza Adama Szubki (1944-2020), został Sanktuarium Maryjnym Ziemi Głubczyckiej. Parafia stała się miejscem Zjazdów Kresowian oraz pielgrzymek byłych mieszkańców Monasterzysk i ich potomków.
- cmentarz kościelny, w części wschodniej grzebalny,

W ściany muru cmentarnego wmurowano renesansowe kamienne płyty nagrobne rodziny Bohdanowskich ze Ślimakowa (XVI wiek) z inskrypcjami morawskimi i niemieckimi.
- kamienno-ceglane ogrodzenie z murem oporowym z XVI wieku, przebudowane na przełomie XIX i XX wieku,
- szkoła z 1828 roku.

## Sport
W Bogdanowicach znajduje się m.in. boisko piłki nożnej, posiadające 950 miejsc, w tym 451 siedzących.
W miejscowości działa m.in. klub piłki nożnej LZS „Start Bogdanowice”, założony w 1957 roku. Zespół występuje w XII grupie opolskiej B klasy.